# Luther Muhammad
Luther Muhammad (Newark, 17 giugno 1999) è un cestista statunitense.